# نيلس أندرسون (رسام)
نيلس أندرسون (بالسويدية: Nils Andersson)‏ هو رسام سويدي، ولد في 17 ديسمبر 1817 في  في السويد، وتوفي في 19 يونيو 1865 في Vaxholms  church parish ‏ في السويد.